# Барбара (Анкона)
Барбара (итал. Barbara) насеље је у Италији у округу Анкона, региону Марке.
Према процени из 2011. у насељу је живело 953 становника. Насеље се налази на надморској висини од 197 м.

## Становништво
| 1931. | 1936. | 1951. | 1961. | 1971. | 1981. | 1991. | 2001. | 2011. |
| ----- | ----- | ----- | ----- | ----- | ----- | ----- | ----- | ----- |
| 1.715 | 1.653 | 1.656 | 1.448 | 1.276 | 1.410 | 1.498 | 1.455 | 1.408 |